# Fothergilla gardenii
Fothergilla gardenii är en växtart som beskrevs av Johan Andreas Murray. Fothergilla gardenii ingår i släktet Fothergilla (häxalar) och familjen trollhasselväxter. Inga underarter finns listade i Catalogue of Life.

## Bildgalleri

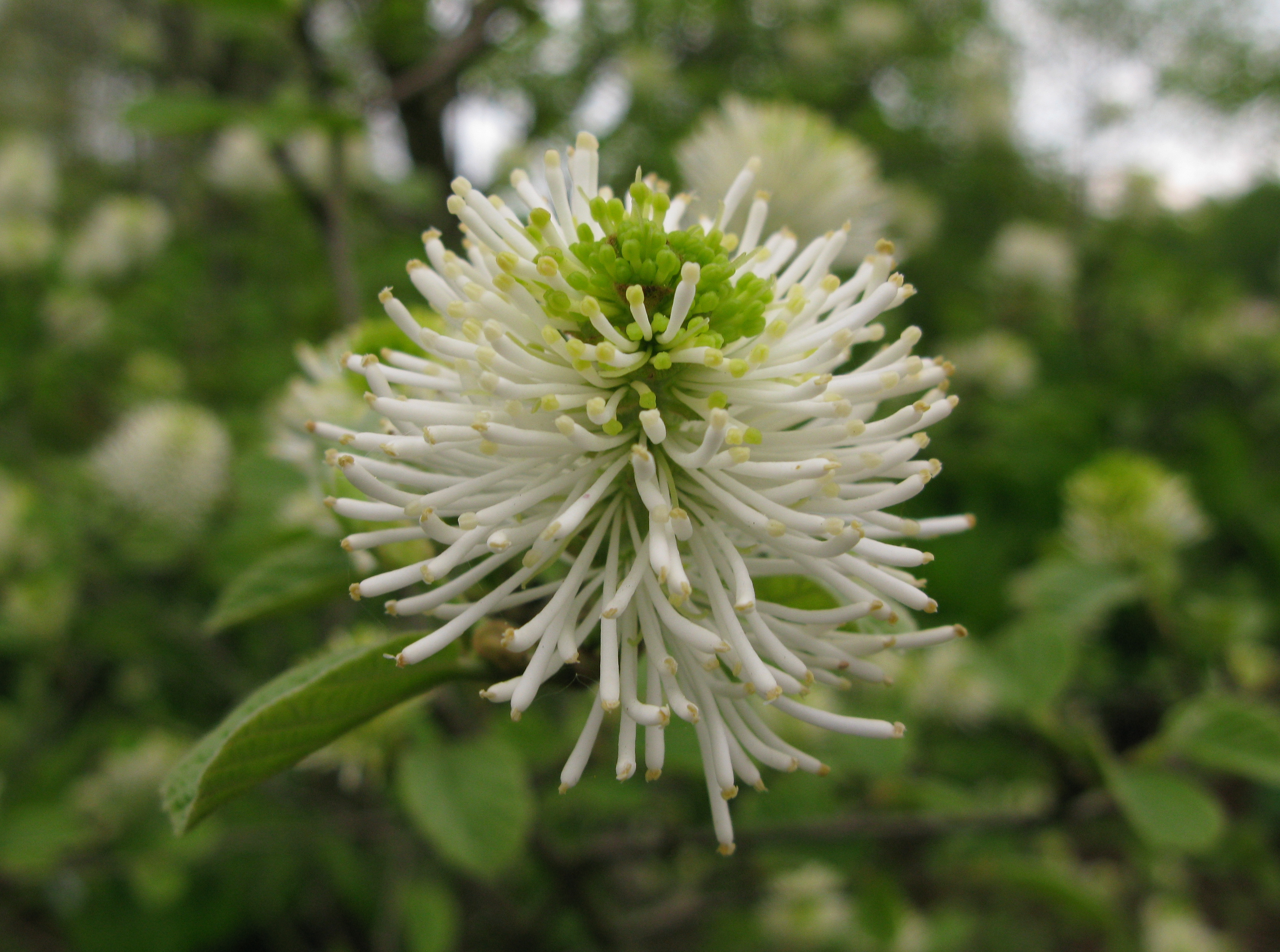
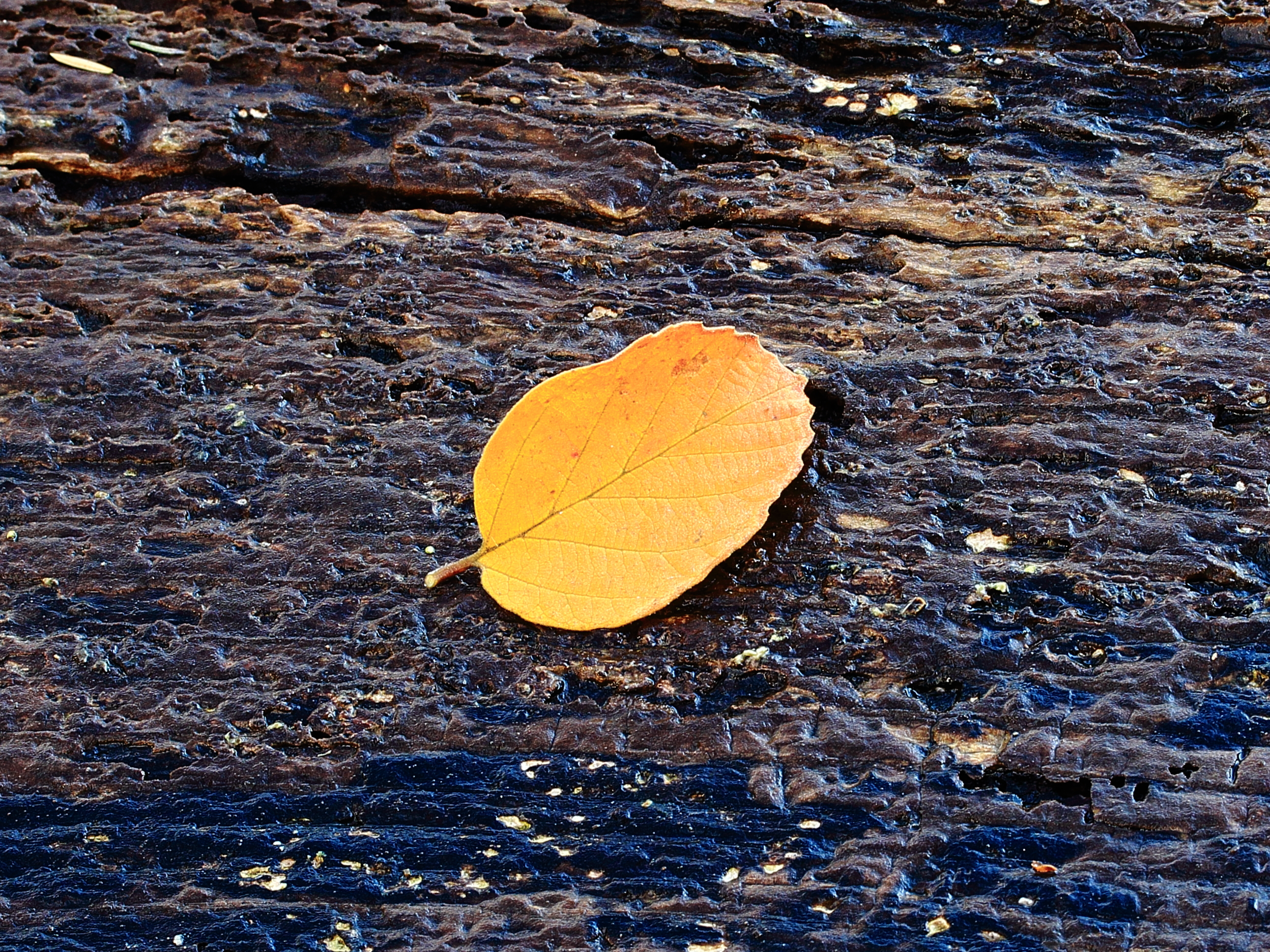
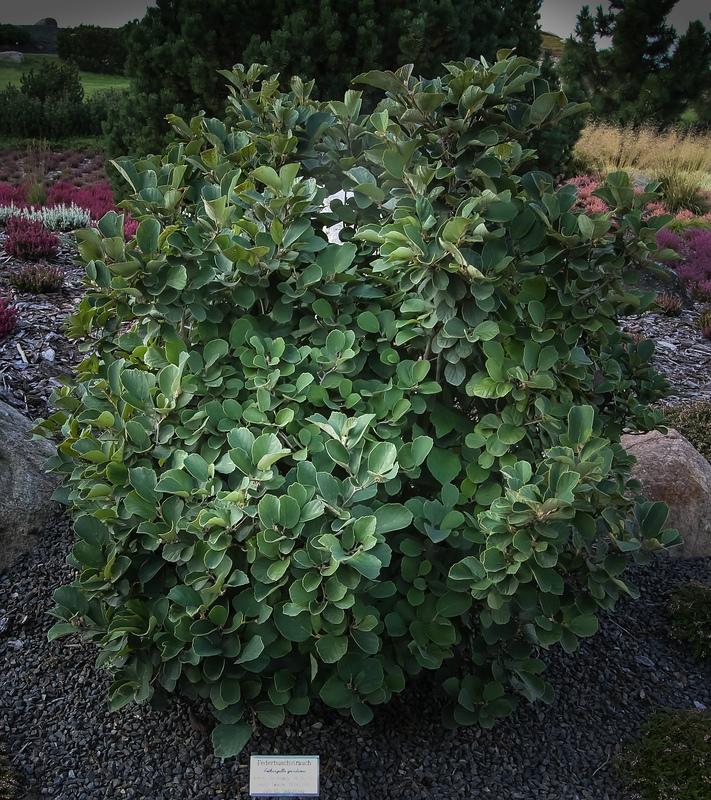
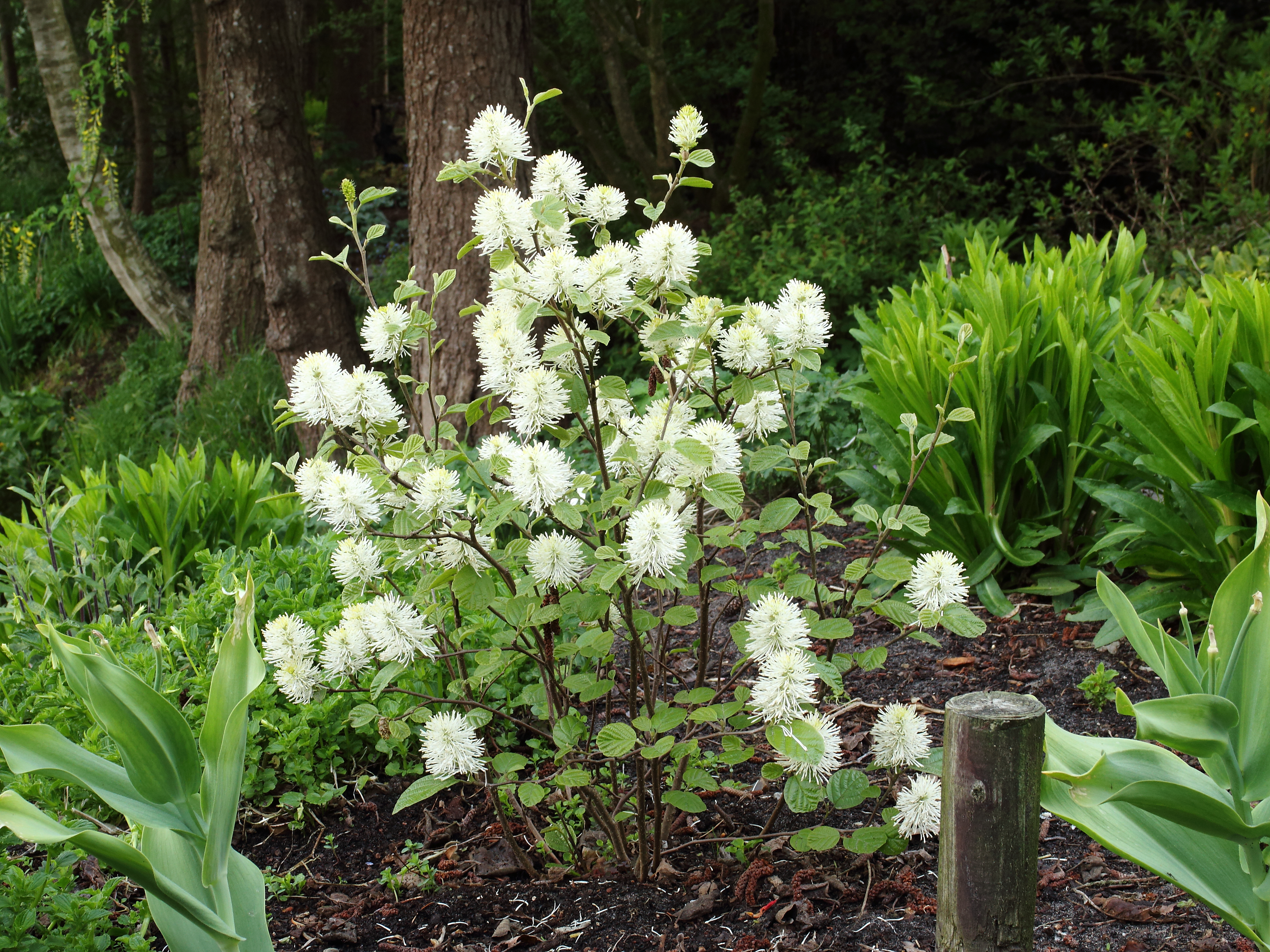
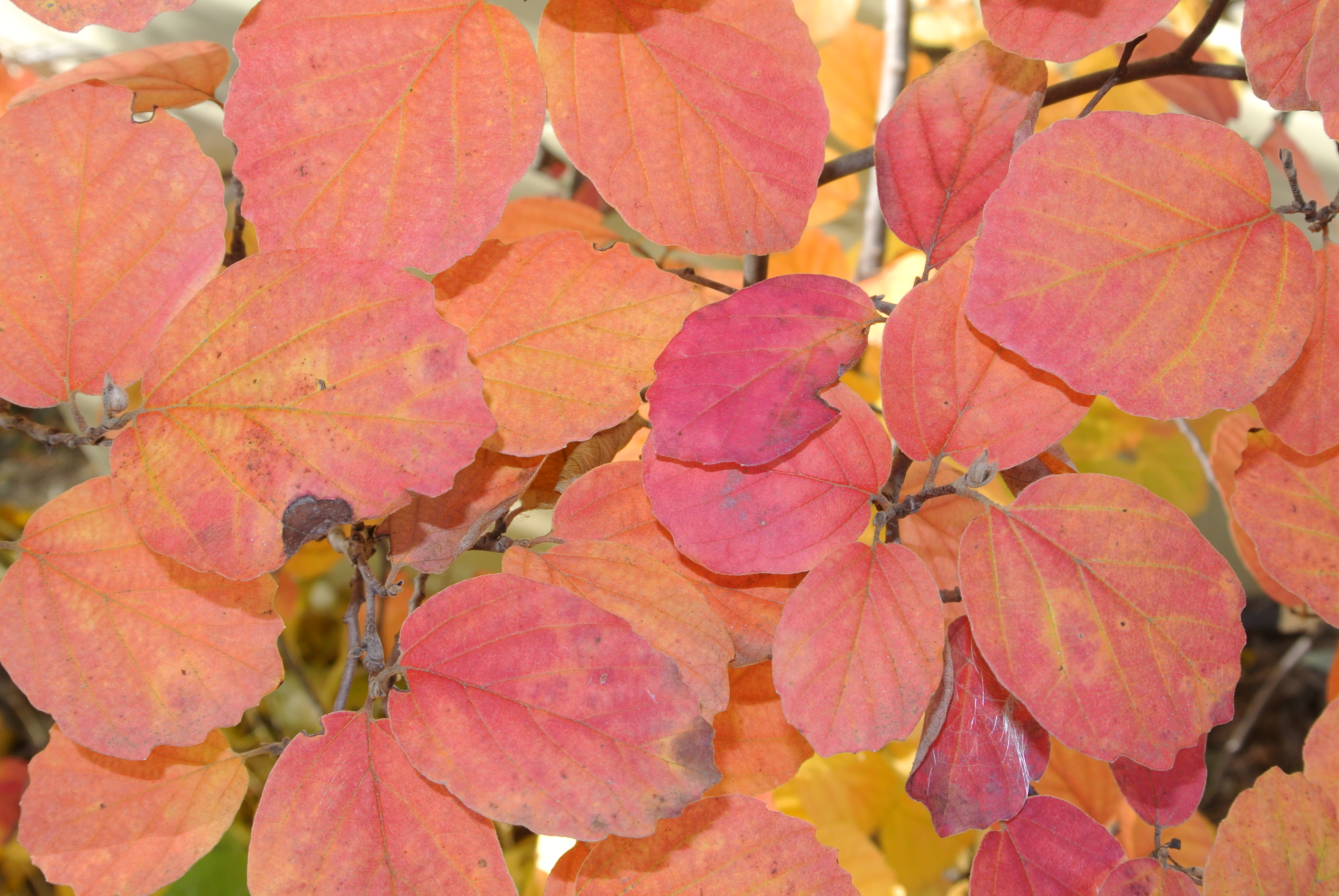
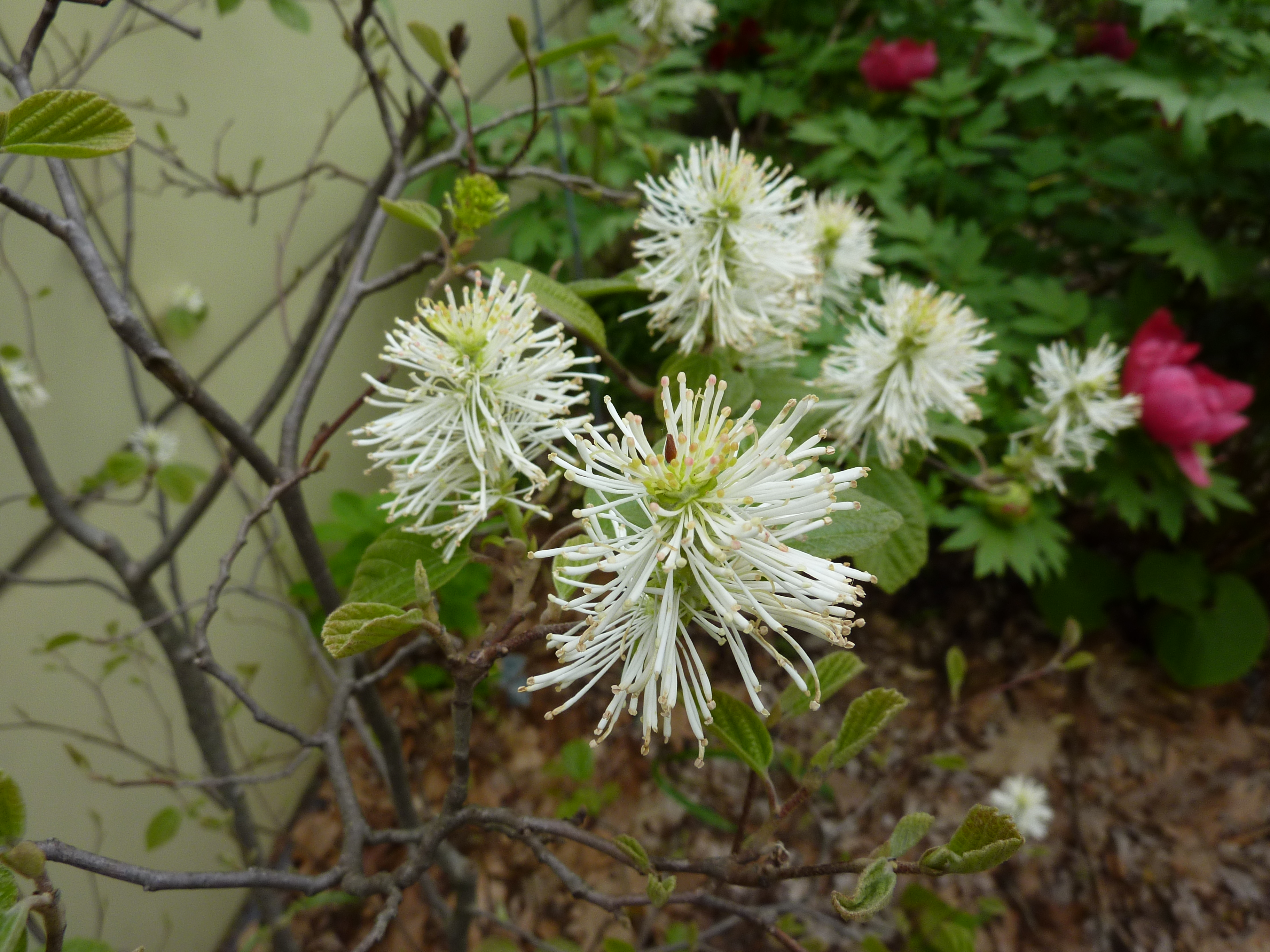